# 徐鼎亨

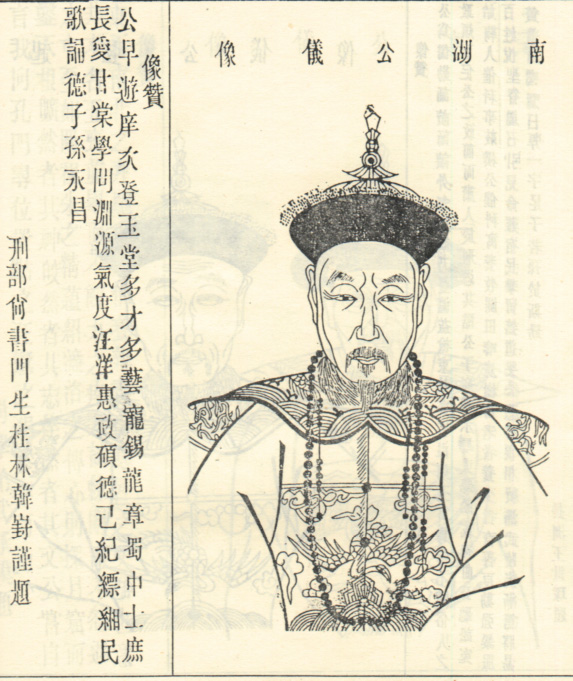
徐鼎亨像

徐鼎亨（?—?），字會基，號南湖，江蘇武進縣（今常州市武進區）人，清朝政治人物。

## 生平
徐鼎亨於乾隆三十一年（1766年）中式丙戌科三甲進士。次年擔任四川梁山縣知縣。